# 安德烈·多里亚级直升机巡洋舰
安德烈·多里亚级是意大利海军旗下的直升机巡洋舰。这是二战后意大利的第一款重点新设计舰只，主要是为反潜作战任务而设计。本级最初计划建造三艘船，最终建成两艘：“安德烈·多里亚”号和“卡欧·杜里奥”号。安德烈·多里亚级是后续更大型的“维托里奥·维内托”号设计建造的基础。
本舰级两舰均于1958年入役意大利海军，直到1990年前后都担任现役和训练职务。此后两舰先后退役并报废拆解。

## 设计
二战后，意大利海军依照1957年和1958年军备计划建造的最早的巡洋舰，就是安德烈·多里亚级。在1957、58年的海军计划中，安德烈·多里亚级被设计用来作为搭载RIM-2地对空导弹系统和西科斯基SH-3海王直升机作为防空和反潜作战的平台。舰体以勇敢级驱逐舰为基础，舰体延长到149.3（489英尺10英寸），舷宽也相应增大到可以安装飞行甲板和机库的17.2（56英尺5英寸）。本级舰吃水5.0米（16英尺5英寸），标准排水量5000吨，满载排水量则能达到6500吨。
该级配备的飞行甲板长30（98英尺），宽16（52英尺），位于上层建筑后部。船尾悬挑出来，提供额外的操作空间。常规下所有系统总计配备军官45名，水手425名。

### 动力和推进器
本级舰只由四座福斯特·惠勒重油锅炉为两座双倍减速齿轮传动蒸汽动力涡轮机提供蒸汽使其产生60,000匹馬力（45,000千瓦特）的动力驱动两具螺旋桨。设计航速可达31节，并在17节航速下达到5000海里的续航里程。

### 武备
对于防空战，安德烈·多里亚级在前甲板装备了一座Mk 10双臂发射器，并携带40枚RIM-2小猎犬导弹。这些舰艇还配备了8门奥托梅莱拉制76毫米/62 MMI型舰炮用于近距离对空防御。本舰级原本打算装备在信天翁级轻型护卫舰上所用的SMP 3式76毫米/62型火炮，但最终因评价不高而放弃。选择用76毫米炮武装巡洋舰是基于1958年的一项决定，该决定认为只有这种规模的炮才足以用于近距离空中防御。这些火炮被放置在八座单独的炮塔中，分布在舰桥与机库四周。
本级巡洋舰还装备了6具324（13英寸）Mk 32鱼雷发射管，分为两座三联装用于反潜作战。搭配鱼雷系统，安德烈·多里亚级可以搭载多达四架直升机。因海王直升机对于本舰级来说尺寸过于庞大，最终意军方选择装备4架AB-212直升机。该级舰只也成为了世界上首款专为反潜直升机设计建造的巡洋舰。

### 电子设备
两舰最初都装备了SPS-12和SPS-39A雷达用于空中搜索和监视，SPQ-2雷达用于导航以及SQS-39声纳用于水下索敌。火炮由意大利设计的NA-9猎户座火控系统自动控制，该系统由SPG-70雷达引导。

## 舰只
| 名称                             | 舷号 | 建造者                       | 开建               | 下水               | 完工               | 结局                                                          |
| -------------------------------- | ---- | ---------------------------- | ------------------ | ------------------ | ------------------ | ------------------------------------------------------------- |
| “安德烈·多里亚”号  | C553 | 義大利第勒尼安海联合造船厂   | 1958年5月11日      | 1963年2月27日      | 1964年2月23日      | 1991年7月19日退役，1993年除籍                                 |
| “卡欧·杜里奥”号    | C554 | 義大利卡斯特拉马雷机械造船厂 | 1958年5月16日      | 1962年12月22日     | 1964年11月30日     | 1989年12月15日退役，1991年7月19日除籍，1992年12月31日报废出售 |
| “恩里科·丹多洛”号  | C555 | 开始建造前就被取消           | 开始建造前就被取消 | 开始建造前就被取消 | 开始建造前就被取消 | 开始建造前就被取消                                            |

## 舰历
本级最终建成两舰“安德烈·多里亚”号和“卡欧·杜里奥”号，均于1964年入役，持续服役至80年代末期。第三舰“恩里科·丹多洛”号在开建前就被取消。“安德烈·多里亚”号在1976到1978年进行了现代化改造，将RIM-2导弹换成了SM-1ER地对空导弹。同时，该舰的电子设备得到了打包升级，包括SPS-402-D对空搜索雷达、SPG-55C火控雷达和SQS-23声纳。
1979年至1980年间，“卡欧·杜里奥”号在接受了现代化改装后，成为了一艘训练船。彼时，该舰的机库被拆除，取而代之的是一座教室。1980年，该舰取代“圣乔治”号成为舰队的训练舰。之后，两舰都安装了新的电子战包，包括SPS-768远程搜索雷达和SPR-4拦截系统以及SLQ-D干扰器。
“卡欧·杜里奥”号在1989年退役，1992年被报废出售。“安德烈·多里亚”号在1991年退役，两年后除籍。

## 脚注

### 引文
1. 1 2 3  世界近代巡洋舰史，第218頁
2. ↑  小鹰 2010，第60頁
3. ↑  世界近代巡洋舰史，第219頁
4. 1 2 3 4 5 6 7 8 9 10  Gardiner & Chumbley，第204-205頁
5. 1 2 3 4 5 6 7  小鹰 2010，第61頁
6. 1 2  小鹰 2010，第62頁
7. 1 2 3 4 5 6 7  Moore，第258頁
8. ↑  Blackman 1971，第182頁
9. 1 2  单舟 1995，第14頁
10. 1 2 3 4 5 6 7  世界近代巡洋舰史，第218頁
11. 1 2  Gardiner & Chumbley，第204頁
12. 1 2  Baker 1998，第374頁
13. ↑  Prézelin & Baker 1990，第275頁
14. ↑  小鹰 2010，第63頁

### 期刊来源
- 单舟. . 现代舰船 = Modern Ships. 1995, (9): 14-15 （中文（中国大陆））.
- 小鹰. . 舰船知识 = NAVAL & MERCHANT SHIPS. 2010, (3): 60-63. ISSN 1000-7148 （中文（中国大陆））.